# Cyclanthera
Cyclanthera é um género botânico pertencente à família Cucurbitaceae.

## Espécies
| - Cyclanthera biglandulifera - Cyclanthera boliviensis - Cyclanthera brachybotrys - Cyclanthera brachystachya - Cyclanthera cordifolia - Cyclanthera dissecta - Cyclanthera donnell-smithii - Cyclanthera elegans - Cyclanthera hystrix - Cyclanthera integrifoliola - Cyclanthera langaei - Cyclanthera leptostachya - Cyclanthera leptostachyoides - Cyclanthera mathewsii - Cyclanthera micrantha - Cyclanthera microcarpa - Cyclanthera montanus - Cyclanthera monticola |  | - Cyclanthera multifoliola - Cyclanthera naudiniana - Cyclanthera parviflora - Cyclanthera pedata, o chucho-de-vento, também conhecido pelos nomes de maxixe-peruano, boga-boga, cayo, taiuá-de-comer, maxixe-inglês e maxixe-do-reino (es) - Cyclanthera phyllantha - Cyclanthera pringlei - Cyclanthera quinquelobata - Cyclanthera ribiflora - Cyclanthera rusbyi - Cyclanthera steyermarkii - Cyclanthera subinermis - Cyclanthera tamnifolia - Cyclanthera tamnoides - Cyclanthera tenuifolia - Cyclanthera tenuisepala - Cyclanthera tomentosa - Cyclanthera trianaei |